# Renauldia patentissima
Renauldia patentissima là một loài Rêu trong họ Pterobryaceae. Loài này được (Hampe) Broth. miêu tả khoa học đầu tiên năm 1925.